# Список персонажів «Південного парку»
Всі перераховані нижче персонажі є героями анімаційного серіалу «Південний парк» і повнометражного анімаційного фільму «Південний парк: більший, довший та необрізаний».
Персонажі вказуються лише один раз у присвяченому їм розділі. Персонажі, найбільше пов’язані з певним героєм вказуються поряд з ним. Після імені персонажа вказується номер епізоду, де він вперше з’явився. Номер складається з номера сезону і номера епізоду в сезоні. Наприклад: 12 серія 7 сезону — 712. Якщо герой в якісь із серій помирає, про це згадується окремо.
Абсолютна більшість чоловічих і певна частина жіночих персонажів озвучені Меттом Стоуном і Треєм Паркером. В перших сезонах серіалу більша частина жіночих персонажів озвучувалась Мері Кей Бергман і Елізою Шнайдер; зараз жіночі голоси належать Ейпріл Стюарт і Моні Маршалл. Деяких персонажів озвучують спеціально запрошені актори: Едріен Бірд (Токен Блек), Вернон Четмен (Рушничок), Дженіфер Хоуелл (Бібі Стівенс) і Джон Хенсен (Містер Мазохіст). Шефа до того як пішов з серіалу озвучивав Айзек Хейз. Для озвучування деяких персонажів, що з’являються зазвичай в одній серії, іноді запрошувались спеціальні артисти (це вказується в списку окремо).
Події, що відбуваються в серії «Піп» і в значних фрагментах серій «Різдво у лісових потвор» і «Все про мормонів», ймовірно насправді не відбувалися у світі «Південного парку». Тому персонажі з цих епізодів подаються окремо.
В списку не згадані відомі люди, що фігурували в серіалі як персонажі. На цю тему дивіться Список знаменитостей в South Park.

## Головні герої та їх сім’ї

### Сім’я Маршів
- Стенлі «Стен» Марш (Дух Різдва. Ісус проти Санти) — один з чотирьох головних героїв серіалу, найкращий друг Кайла Брофловськи. Є «найадекватнішим» і найрозумнішим, здатний тверезо оцінити ситуацію і отримати з усього певний урок.

#### Родичі Маршів
- Джимбо Керн (102) — дядько Стена, звідний брат Ренді.

### Сім’я Брофловськи
- Кайл Брофловськи (Дух Різдва. Ісус проти Санти) — один з чотирьох головних героїв серіалу, найкращий друг Стена Марша. Найінтелігентніший, часто занадто переживає через щось, але намагається робити висновки і ставати кращим.
- Айк Брофловськи (101) — прийомний брат Кайла, канадець, вундеркінд.

#### Родичі Брофловськи
- Шейла Брофловськи
- Джеральд Брофловськи

### Сім’я Картманів
- Ерік Теодор Картман (Дух Різдва. Ісус проти Санти — під ім’ям Кенні) — один з чотирьох головних героїв серіалу. Самозакоханий, цинічний егоцентрик, що прагне влади і грошей, не може терпіти навіть тих, хто здатен з ним спілкуватись, і нерідко протистоїть іншим дітям.

### Сім’я Стотчів
Батерс Стотч
Лінда Стотч
Стівен Стотч

### Сім’я Маккормиків
- Кеннет «Кенні» Маккормік (Дух Різдва. Ісус проти Санти — під ім’ям Кеннет) — один з чотирьох головних героїв серіалу. Мова Кенні (в основному похабні жарти) погано зрозуміла, бо майже все його обличчя закрите. Кенні помирає в більшості епізодів.

## Інші сім’ї

### Сім’я Тестабургер
- Венді Тестабургер (Дух Різдва. Ісус проти Санти) — подружка Стена, Грегорі і Токена.

## Початкова школа Південного парку

### Вчителі
- Містер Герберт Гаррісон (101), в епізодах 901-1205 місс Джанет Гаррісон — викладач в 4-му класі (певний час в дитячому садку), один з головних дорослих персонажів серіалу.
  - Пан Капелюх (101) — сокпаппет містера Гаррісона (до епізоду 614).

## Обслуга
- Місс Кребтрі (101) — водій шкільного автобусу. Загинула в епізоді 813.
- Джером «Шеф» МакЕлрой (101) — кухар шкільної їдальні, один з головних дорослих персонажів серіалу. Загинув в епізоді 1001.

## Головні міські заклади

### Адміністрація
- Мер Мекденіелс (102) — мер міста, завжди тримає поруч своїх помічників.
- Тед (102) — помічник мера. Помирає в епізоді 1107.
- Джонсон (102) — помічник мера.

### Поліція
- Офіцер Барбреді (101) — ідіот, до 7 сезону єдиний поліцейський в місті.

## Інші жителі Південного парку
- Карл Денкінс (іноді фермер Боб) (101) — фермер.

## Різноманітні істоти

### Прибульці
- Звичайні прибульці (101) — у тому числі працівники шоу «Земля».